# 福吉駅
福吉駅（ふくよしえき）は、福岡県糸島市二丈吉井にある、九州旅客鉄道（JR九州）筑肥線の駅である。駅番号はJK14。

## 歴史
- 1923年（大正12年）12月5日：北九州鉄道の駅として開設[2]。
- 1937年（昭和12年）10月1日：鉄道省が買収、国有化[2]。筑肥線の駅となる。
- 1962年（昭和37年）10月1日：貨物取扱廃止[2]。
- 1983年（昭和58年）3月22日：業務委託駅化[3]。
- 1984年（昭和59年）2月1日：荷物扱い廃止[2]。
- 1987年（昭和62年）4月1日：国鉄分割民営化により、九州旅客鉄道（JR九州）に承継[2]。
- 1997年（平成9年）2月18日：橋上駅舎使用開始[4]
- 2010年（平成22年）3月13日：ICカード「SUGOCA」の利用を開始[5]。

## 駅構造
島式ホーム1面2線を有する地上駅で橋上駅舎を備える。
無人駅。自動券売機が設置されている。

### のりば
| のりば | 路線   | 方向 | 行先                           |
| ------ | ------ | ---- | ------------------------------ |
| 北側   | 筑肥線 | 上り | 筑前前原・天神・博多・空港方面 |
| 南側   | 筑肥線 | 下り | 唐津・西唐津方面               |

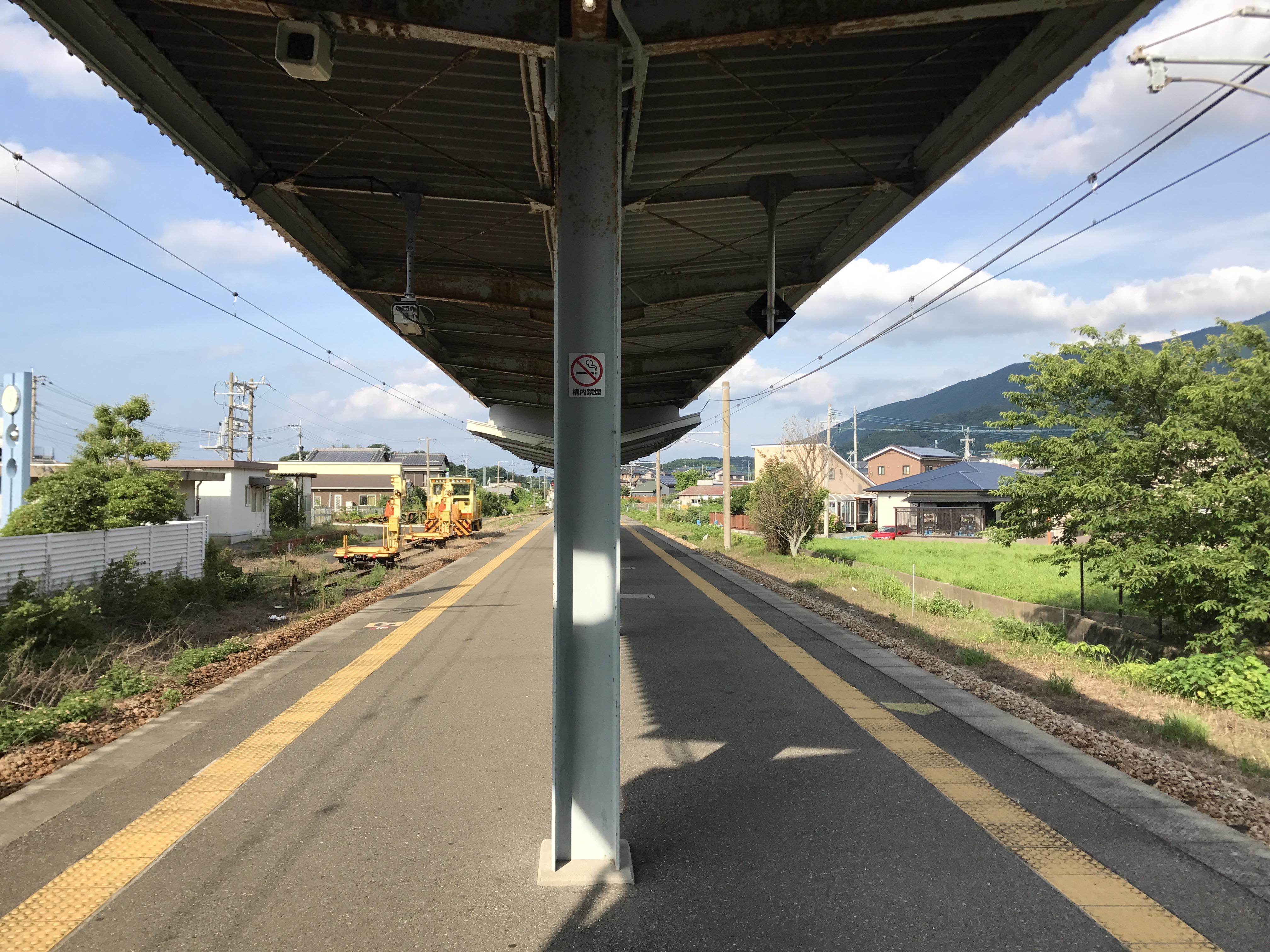
ホーム（2017年7月）
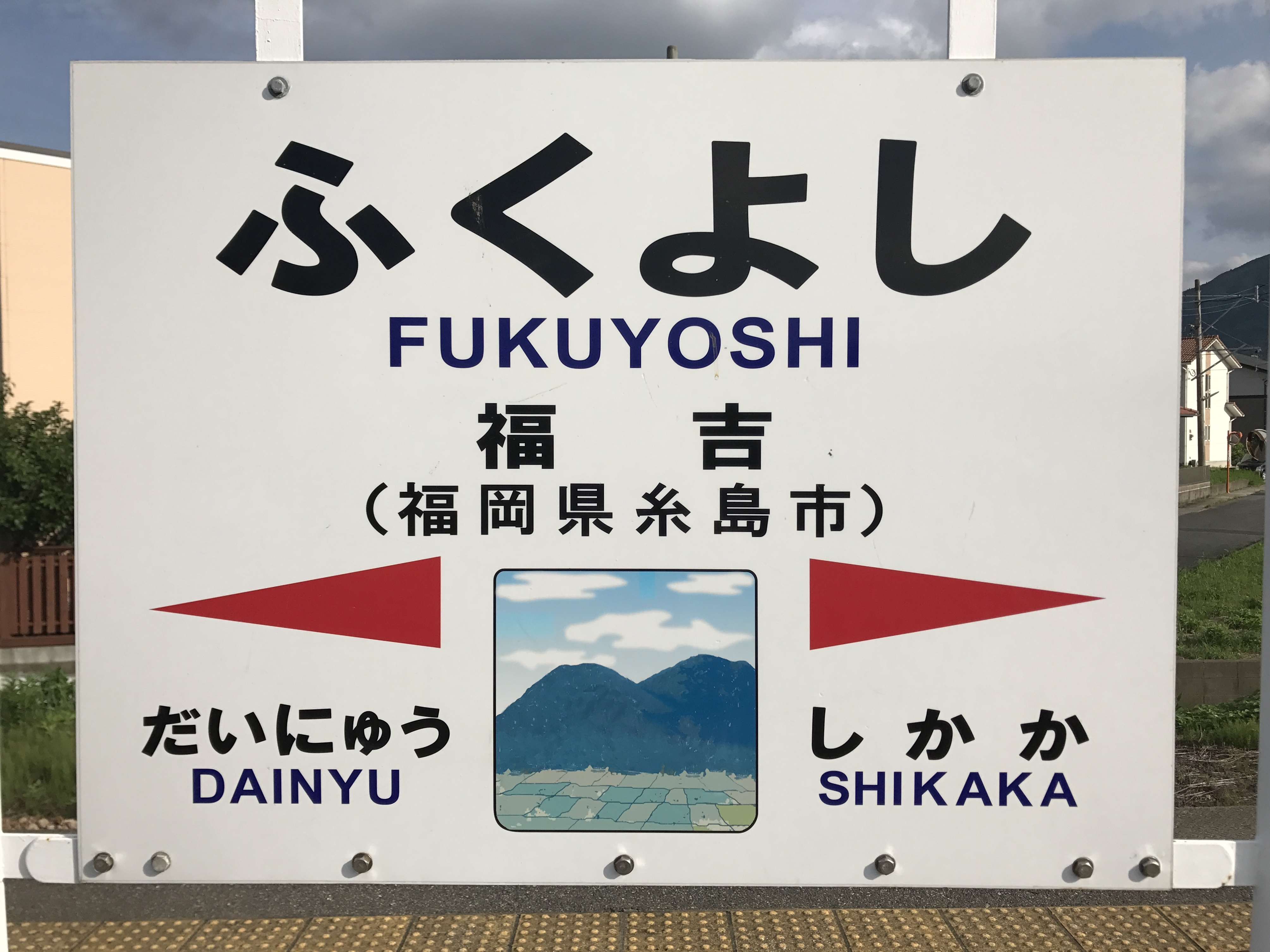
女岳と浮嶽が描かれた駅名標（2017年7月）

## 利用状況
2023年（令和5年）度の1日平均乗車人員は418人である。
JR九州及び糸島市統計白書によると、近年の1日平均乗車人員の推移は下記の通り。
| 年度   | 1日平均 乗車人員 | 出典   |
| ------ | ---------------- | ------ |
| 2005年 | 488              | [ 7 ]  |
| 2006年 | 474              | [ 7 ]  |
| 2007年 | 476              | [ 7 ]  |
| 2008年 | 495              | [ 7 ]  |
| 2009年 | 482              | [ 7 ]  |
| 2010年 | 467              | [ 7 ]  |
| 2011年 | 449              | [ 7 ]  |
| 2012年 | 460              | [ 7 ]  |
| 2013年 | 436              | [ 7 ]  |
| 2014年 | 413              | [ 7 ]  |
| 2015年 | 410              | [ 7 ]  |
| 2016年 | 403              | [ 8 ]  |
| 2017年 | 417              | [ 9 ]  |
| 2018年 | 424              | [ 10 ] |
| 2019年 | 426              | [ 11 ] |
| 2020年 | 349              | [ 12 ] |
| 2021年 | 365              | [ 13 ] |
| 2022年 | 380              | [ 14 ] |
| 2023年 | 418              | [ 6 ]  |

## 駅周辺
駅前を国道202号が通る。
- 糸島農業協同組合福吉支店
- まむしの湯

## 隣の駅
九州旅客鉄道（JR九州）
 筑肥線
■快速
通過
■普通
大入駅 (JK13) - 福吉駅 (JK14) - 鹿家駅 (JK15)